# Oonops placidus
Oonops placidus är en spindelart som beskrevs av Raymond Comte de Dalmas 1916. Oonops placidus ingår i släktet Oonops och familjen dansspindlar.
Artens utbredningsområde är Frankrike. Utöver nominatformen finns också underarten O. p. corsicus.